# Jim Crace
Jim Crace (n. 1 martie 1946, Hertfordshire, Anglia) este un scriitor britanic. Trăiește aproape de Birmingham.
Crace, unul dintre cei mai importanți scriitori britanici contemporani, a scris până acum șapte romane și a primit aproape toate premii literare anglo-saxone cunoscute.
Înainte de a începe să lucreze ca autor independent, a petrecut mai mulți ani în Sudan și Botswana.
În perioada 4-8 octombrie 2017, Jim Crace va veni în premieră în România pentru a participa la Festivalul Internațional de Literatură și Traducere (FILIT).

## Premii și nominalizări
- 1986 David Higham Prize for Fiction pentru Continent
- 1986 Guardian First Book Award pentru Continent
- 1986 Whitbread Award (First novel) pentru Continent
- 1988 Premio Antico Fattore
- 1989 GAP International Prize for Literature pentru The Gift of Stones
- 1992 American Academy of Arts and Letters E. M. Forster Award
- 1995 Premiul Winifred Holtby Memorial pentru Signals of Distress
- 1997 Booker Prize for Fiction nominalizare pentru Quarantine
- 1997 Whitbread Award pentru Quarantine
- 1999 National Book Critics Circle Award pentru Being Dead
- 1999 Whitbread Award nominalizare pentru Being Dead
- 1999 International Dublin Literary Award nominalizare pentru Being Dead
- 2013 Booker Prize for Fiction nominalizare pentru Harvest
- 2013 Goldsmiths Prize nominalizare pentru Harvest
- 2014 Windham-Campbell Literature
- 2014 Walter Scott Prize nominalizare pentru Harvest [13]
- 2014 James Tait Black Memorial Prize pentru Harvest
- 2015 International Dublin Literary Award pentru Harvest

## Opere
- Continent(1986)
- The Gift of Stones (1988)
- Arcadia (1992)
- Signals of Distress (1994)
- The Slow Digestions of the Night(1995)
- Quarantine (1997)
- Being Dead (1999)
- The Devil's Larder (2001)
- Six (2003)
- The Pesthouse (2007)
- On Heat (2008)
- All That Follows (2010)
- Harvest (2013)

## Opere traduse în limba română
- În clipa morții. Traducere din limba engleză de Radu Paraschivescu. București: Humanitas, 2006, ISBN 973-50-1482-3
- Casa Molimei. Traducere din limba engleză de Radu Paraschivescu. București: Allfa, 2012, ISBN 978-973-724-345-4
- Recolta. Traducere din limba engleză de Radu Paraschivescu. București: Allfa, 2015, ISBN 978-973-724-724-7